# Ружанисток
Ружанисток (пол. Różanystok) — село в Польщі, у гміні Домброва-Білостоцька Сокульського повіту Підляського воєводства.
Населення — 364 особи (2011).
У 1975-1998 роках село належало до Білостоцького воєводства.

## Демографія
Демографічна структура станом на 31 березня 2011 року:
|          | Загалом | Допрацездатний вік | Працездатний вік | Постпрацездатний вік |
| -------- | ------- | ------------------ | ---------------- | -------------------- |
| Чоловіки | 227     | 105                | 107              | 15                   |
| Жінки    | 137     | 21                 | 87               | 29                   |
| Разом    | 364     | 126                | 194              | 44                   |